# ザ・プライス・イズ・ライト
『ザ・プライス・イズ・ライト』（The Price is Right）は、1972年9月4日からアメリカCBSで放送されているクイズ番組である。フリーマントルメディア制作。

## 概要
もともとは1956年からABCやNBCで放送されていた番組で、1972年からはCBSで昼間に放送されるようになった。2021年にシーズン50（CBSでの放送50年目）を迎えており、アメリカのクイズ番組としては『ジェパディ!』、『ホイール・オブ・フォーチュン』、『ファミリー・フュード』と並ぶ長寿番組である。
番組開始から2007年に降板するまで約35年間にわたって、俳優のボブ・バーカーが司会を務めた。現在の司会者はコメディアンのドリュー・キャリーである。収録はカリフォルニア州ハリウッド（フェアファクス地区）のCBSテレビジョンシティ・スタジオ33「ボブ・バーカー・スタジオ」で行われていた。このスタジオの愛称は、1998年3月に放送5000回を記念してつけられたものである。2023年9月開始のシーズン52よりカリフォルニア州グレンデールの「ヘヴン・スタジオ」(Haven Studios)に移している。
番組開始当初は、『ザ・ニュー・プライス・イズ・ライト』というタイトルで30分番組だった。1973年6月より「ニュー」を省いた現在の番組タイトルに変更。1975年9月の3周年記念企画で放送時間を1時間としたところ好評を得たため、その直後正式に1時間番組になった。
9月から翌年の7月上旬（独立記念日あたり）までを1シーズンとし、オフシーズンの間は過去回の再放送を行っている。
プライムタイムでの特番は、1986年夏に『ザ・プライス・イズ・ライト・スペシャル』として試験的に放送。1996年には放送25周年特番、2002年には放送30周年特番がラスベガス（リオ）を舞台に行われたが、チケット入手をめぐり事故が発生して多数の負傷者が出た。現在も『ザ・プライス・イズ・ライト・アット・ナイト』として、時折プライムタイム特番が放送されている。近年ではクリスマスシーズンの特番や、CBSの人気番組とコラボレーションした特番、2021年9月の放送50年を記念した2時間特番などが放送された。
2008年2月の特番「ミリオン・ダラー・スペクタキュラー」と2008年9月開始のシーズン37から、ハイビジョン放送されている。

## ルール
基本的には賞品の値段（金額）を当てるゲームである。ここでの値段は、アメリカにおける実売価格(actual retail price)を指す。
番組は、ワン・ビッド(1、2、3回目)→ショーケース・ショーダウン(1回目)→ワン・ビッド(4、5、6回目)→ショーケース・ショーダウン(2回目)→ショーケースの順で進行する。以下のルールは、2025年現在放送中のものに準拠する。後述する特別企画ではボーナス賞金が増額されるなど、一部のルールが異なる場合もある。

### ワン・ビッド
会場の観客席から抽選された4名が最初の値段当てゲームであるワン・ビッド(One Bid)に挑戦する。場内アナウンサー（現在はジョージ・グレイが担当）が当選者を発表する際の「〇〇(氏名), カモン・ダウン!」(Come on down!:「さぁ、こちら<解答席>へどうぞ!」の意)は、番組を象徴する台詞のひとつとなっている。
挑戦者は提示された賞品の値段を順番に解答する。値段はドル単位で、セントは解答に含まれない。解答は口頭で行い、その金額が各解答席のモニタに表示されていく。すでに他人が解答した金額を答えることはできないが、他人の解答額に$1を上乗せした額を答えたり、後述の内輪ルールに備えて「$1」と解答したりすることは認められている。
全員が解答後、内輪(正解金額以下)で最も正解に近い金額を答えた者が勝者となり、賞品とショーケース・ショーダウンへの進出権を獲得する。全員の解答額が正解を超えていた場合はブザーが鳴り、解答をやり直す。また、ちょうど正解となる金額を答えた者がいた場合は鐘が鳴らされ、該当者は賞品のほかにボーナス$500を獲得する。
ワン・ビッドの勝者はステージに上がり、さらなる豪華賞品・賞金を懸けたプライシング・ゲーム(Pricing games)に挑戦する。ゲームに成功すればその賞品・賞金も獲得できる。失敗した場合でもショーケース・ショーダウンには進出できる。
ゲーム終了後は抽選で1名が補充され、再びワン・ビッドを行う。3回目のプライシング・ゲームの後には、最初のショーケース・ショーダウンを行い、その後ワン・ビッドに戻る。
なお、抽選には選ばれたものの、番組終了までワン・ビッドに勝利できなかった3名には、残念賞として$300が贈られる。

#### プライシング・ゲーム
プライシング・ゲームには、豪華賞品そのものの値段を当てるもの、豪華賞品とは別に用意された賞品の値段を当てるもの、運や技術の要素が大きいものなど、終了したものを含め100種を超える多種多様なゲームがある。本番組の日本版とも言える『ザ・チャンス!』でも、本番組の一部のゲームが流用されていた。
プライシング・ゲームの一部を以下に示す。これ以外のゲームについては、番組の公式サイトや、英語版ウィキペディアの当該記事を参照されたい。
ラッキー・セブン(Lucky $even)
賞品となる自動車の5桁の値段のうち、下4桁を当てるゲーム。万の桁の数字は最初に公開される。挑戦者には7枚の$1紙幣が与えられ、高い桁からひとつずつ順番に数字を当てる。正解との誤差ひとつにつき$1を支払い、手持ちの紙幣がすべて無くなった時点で失敗。すべての数字の公開と誤差の支払いが済んだときに、1枚でも紙幣を持っていれば成功となる。
『ザ・チャンス!』でも同名のゲームが行われていたが、提示された数字に「7」を挿入して正しい値段にするものであり、本番組の内容とは異なっていた。
クリフ・ハンガー(Cliff Hangers)
豪華賞品とは別に用意された3つの賞品の値段を当てるゲーム。斜面に$1単位で目盛りがついた崖のセットがあり、麓の0の地点には登山家を模した人形が置かれる。問題となる賞品(おおよそ$20から$60程度のもの)の値段をひとつずつ答え、正解のときはチャイムが鳴る。不正解のときはブザーが鳴らされ、解答額と正解の誤差だけ人形がヨーデル風のBGMと共に崖を登る。誤差の合計が$25を超えると人形が崖から落ちて失敗。3問終了時に人形が崖に残っていれば成功で、豪華賞品と出題に使われた3つの賞品をすべて獲得する。失敗した場合でも、その直前の問題に使われた賞品までは獲得できる。なお、人形には「ヨーデル・ガイ」という愛称がつけられており、特別企画やゲスト出演回では、それに関連したデザインを施される場合もある。
『ザ・チャンス!』では、「危険な崖」というタイトルで、同様のルールで行われていた。誤差の合計は5,000円までとなっていた。
プリンコ(Plinko)
最高で$50,000の賞金を獲得できるゲーム。挑戦者には最初に1枚のチップが与えられる。賞品($99以下のもの)の値段を当てる二者択一問題が4問出題され、正解するごとに賞品とチップ1枚を獲得する。その後、挑戦者は巨大なゲーム盤の上部に登り、そこから1枚ずつチップを落とす。チップは盤の途中に多数あるペグ（釘状の障害物）にぶつかりながら落ち、最下部にある9つのポケットのいずれかに収まる。チップが落ちたポケットに表示された賞金が積み立てられる。ポケットは、左から$100-$500-$1,000-$0-$10,000-$0-$1,000-$500-$100。すべてのチップを落とした時点での、積み立てられた賞金を獲得する。
1983年1月に初登場（当初は中央のポケットが$5,000だった）して以来、視聴者からの人気が高いゲームであり、すべてのプライシング・ゲームをプリンコとした回もあった。プリンコという名前の由来は、初登場時にボブ・バーカーが「チップがプリン、プリンと落ちていくから」と説明した。
『ザ・チャンス!』ではプリンコと同内容のゲームは無かったが、類似した外見のゲーム盤を使用した「パチンコゲーム」などが放送された。

### ショーケース・ショーダウン
ワン・ビッドの勝者が3名揃ったところで、ショーケースへの挑戦者を決めるショーケース・ショーダウン(Showcase Showdown)を行う。番組の前半と後半に1回ずつ行われる。
ゲームは、ザ・ビッグ・ホイール(The Big Wheel)と呼ばれる、水車状の巨大な回転盤を用いる。ホイールの側面は20分割され、5から100までの5刻みの数字が書かれている。これらは、セントを単位とする金額を表す。数字の表記色は、通常は黒地に白、100は黒地に赤、100の前後1マスにある5および15は緑地に緑となっている。ホイール側面の中央付近には、出目を指す矢印がある。ホイールが1周以上回らなかった場合は、出目は無効となる。
ここまでの獲得賞品・賞金の総額が少ない者から、ひとりずつ挑戦する。挑戦者はホイールを2回まで回せるが(1回目でやめてもよい)、出目の合計金額が$1.00(100¢)を超えると失格になる。合計金額が最も$1.00に近かった者が勝利し、ショーケースへの挑戦権を獲得する。トップが同点で複数名いた場合はスピンオフ(同点決勝)として、該当者がもう1回ずつホイールを回し、より大きい金額を出した者が勝者となる。
なお、合計金額がちょうど$1.00の場合は、ボーナス$1,000を獲得し、さらにボーナス・スピンに挑戦できる。ホイールの出目を5にした状態から1回のみホイールを回し、100を出すことができればボーナス$25,000を獲得。また、100の前後1マスにある緑の出目(5または15)を出した場合でも、ボーナス$10,000を獲得する。複数名がボーナス・スピンに挑戦した場合は、その回転がスピンオフも兼ねることになる。逆に、スピンオフで100を出した場合も、ボーナス・スピンに挑戦できる。

### ショーケース
番組のクライマックスとして、前半・後半のそれぞれのショーケース・ショーダウンに勝利した2名が、旅行や自動車など、複数の豪華賞品を懸けたショーケース(Showcase)に挑戦する。番組内では、ショーケース・ラウンドとも称される。
2つのショーケースがあり、それぞれに異なった内容の2品ないし3品ずつの豪華賞品が用意される。まず、最初のショーケースの賞品内容が発表される。ここまでの獲得賞品・賞金の総額が多い挑戦者に選択権があり、このショーケースを選択して賞品の合計金額を解答するか、相手にショーケースを譲って解答させるかを決定する。最初のショーケースを選択しなかった方は、もうひとつのショーケースの賞品内容が発表された後、同様に賞品総額を解答する。両者の正解(賞品総額)は異なるため、相手と同じ金額を解答してもよい。
その後、ひとりずつ正解を発表する。解答額が内輪(正解金額以下)、かつ正解との差額がより少なかった者が勝利し、選択したショーケースの賞品をすべて獲得する。両者とも解答額が正解を超えていた場合は勝者無しとなる。
また、正解との差額が$250以内で勝利した場合はダブル・ショーケース・ウィナー(Double Showcase Winner)と称され、2つのショーケースの賞品を総獲りできる。この際には連打の鐘とサイレンが鳴らされ、"大当たり"を祝福する。

## 特別企画
随時、特別企画も開催されている。
- 各シーズン最初の放送日（シーズンプレミア）。一週間の企画となる場合もある。
- バレンタインデー、独立記念日、感謝祭、クリスマスなどの記念日に関連した企画。
- スーパーボウル、グラミー賞などのイベントに関連した企画。
- 『サバイバー』『ビッグ・ブラザー』『アメージング・レース』『レッツ・メイク・ア・ディール[9]』など、CBSの人気番組とコラボレーションした企画。
- ゲストが出演し、挑戦者をサポートする企画。アメリカのクイズ番組の通例にならい、ゲームの結果に応じて、ゲストが指定した団体などに賞金が寄付されることが多い。
- 番組の歴史を振り返る「ディケイド・ウィーク」、音楽に関連した「ミュージック・ウィーク」など、テーマを定めた構成の企画。本人が誕生日という理由で前任司会者のボブ・バーカーがオープニングから昔のように1人目だけ司会を進行するといったオールドファン向けサプライズもある。
- 兵役従事者、乳がん闘病中の女性など、出場者にテーマを設けた企画。学生や親子が挑戦する「キッズ・ウィーク」という企画もある。
- エイプリルフールやハロウィンなど、通常とは異なった演出がされる企画。出演者が仮装したり、ドリュー・キャリー以外の者が司会を務めたりする[10]。
- 「ドリーム・カー・ウィーク」「ビッグ・マネー・ウィーク」など、特定の賞品をメインとした企画。後述の「ミリオン・ダラー・スペクタキュラー」など、難易度のより高い条件をクリアした場合に高額賞金が得られるチャンスを追加した企画もある。

## 備考・トピックス

### 賞品・賞金
番組でメインとなる賞品は自動車で、現在は番組の前半と後半に1回ずつプライシング・ゲームの賞品となっている。ショーケースにも自動車が提供されることが多い。1972年9月の記念すべき第1回放送で、ショーケースの勝者が獲得した賞品の第1号はマツダ・808（日本名：グランドファミリア）であった。特別企画「ドリーム・カー・ウィーク」ではその名の通り、10万ドル以上の超高級車を獲得できるチャンスもある。番組初期には、自家用飛行機が賞品となったこともあった。
2008年までは「ミリオン・ダラー・スペクタキュラー」(Million Dollar Spectacular)という特番があり、特定のゲームにて通常よりも難度の高い条件で成功した挑戦者に賞金100万ドルが贈られた。2008年2月22日放送の同特番では、カリフォルニア州在住の男性が総額$1,153,908（約1億2000万円相当）の賞品・賞金を獲得し、これが当番組での最高獲得額となった。現在も稀に100万ドル獲得のチャンスがある特別企画が実施されることがある。
現在は、2010年から登場したプライシング・ゲーム「ペイ・ザ・レント」にて、賞金10万ドルを獲得できるチャンスがある。特別企画「ビッグ・マネー・ウィーク」では、プリンコなどの賞金を獲得出来るゲームが賞金額を大幅に上げて実施される。2019年10月の同企画では、プリンコに挑戦した男性が20万ドル以上の賞金を獲得した。

### 世界各国での放送

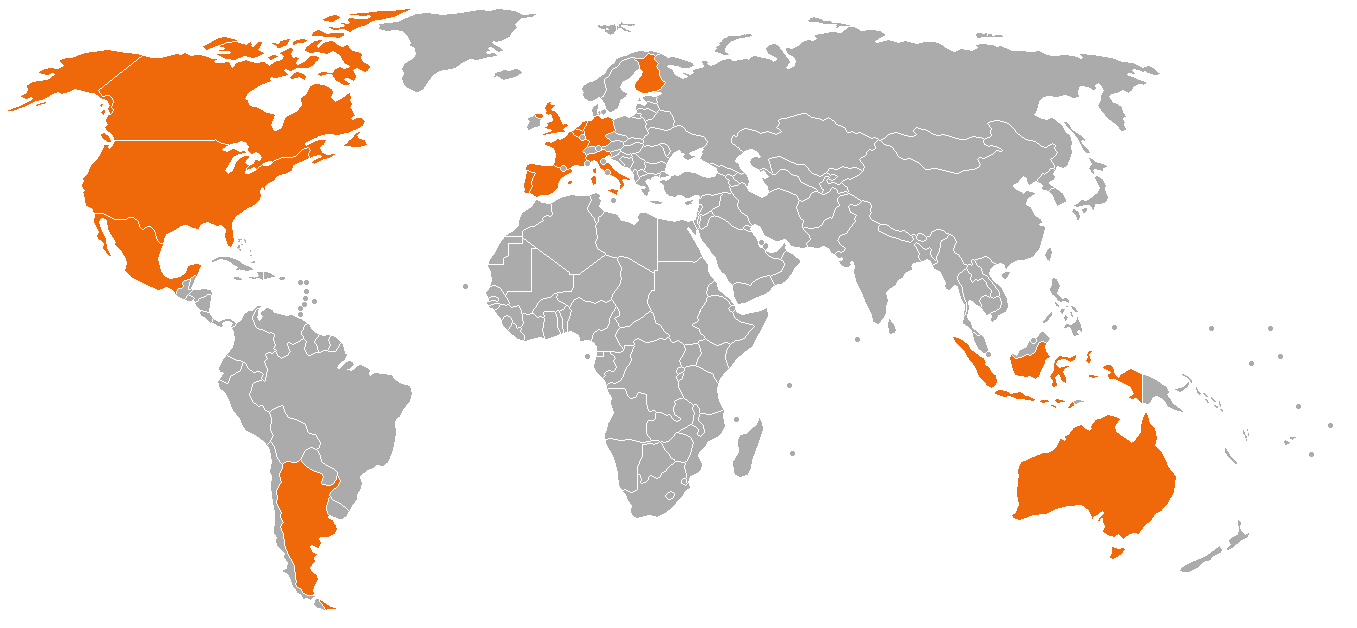
『ザ・プライス・イズ・ライト』の放送されている国（2007年1月現在）

世界各国でも当番組のフォーマットを用いた番組が放送されている。詳細は英語版ウィキペディアの当該記事を参照のこと。
日本では1979年4月から1986年10月まで、TBS系列にて『ザ・チャンス!』として放送された。独自の要素として挑戦者が個人単位ではなくチーム単位で抽選されていた。また、最終コーナーがショーケースではなくショーケース・ショーダウンと同様の「ザ・ビッグホイール」が賞金を懸けたゲームとして行われ、後に日本版オリジナルのゲームも行われた。プライシング・ゲームに相当する「チャレンジゲーム」も、アメリカ版を流用したものや独自のゲームが放送された。
他の各国版でも独自ルールが採用されており、一部を以下に示す。
- ショーケースへの進出者は1名で、ショーケースもひとつのみ。ショーケースは事前に金額を抽選し、解答額が正解額より内輪、かつ差額が抽選額内に収まっていればすべての賞品を獲得する。30分番組として放送されていた地域で、このルールが多く採用される。
- ショーケース・ショーダウンは番組後半の1回のみ。様々なサービスの代金や各種費用などのお金にまつわる近似値クイズを連続で出題し、1問につき1名ずつ脱落する。最後まで残った2名がショーケースに進出する（イギリス：ITV版）。
- ショーケース・ショーダウンに勝利した2名は、メガ・ショーケースと呼ばれる6品から8品ほどの豪華賞品群の総額を当てるゲームに挑戦する。勝者はメガ・ショーケースの賞品を値段順に並べ替え、完全に正解すればすべての賞品を獲得する。正解発表の途中で挑戦をやめ、賞金を獲得することもできる（オーストラリア：ナイン・ネットワーク版）。

上記のオーストラリアのナイン・ネットワーク版では、2005年にメガ・ショーケースの勝者が総額約6300万円の賞品を獲得した。アメリカ版で「ミリオン・ダラー・スペクタキュラー」にて100万ドル獲得者が出るまでは、これが番組の最高獲得額であった。

### ボブ・バーカー最終回
ボブ・バーカー司会の最終回の2007年6月15日の放送は、通常放送の11時からに加えて20時からも再放送もされて異例の1日2回放送となった。この日はコダック・シアターで第34回デイタイム・エミー賞も行われ、バーカーは同賞でゲーム番組部門作品賞と司会者賞を受賞した。

### パーフェクト・ビッド
2008年12月16日の放送にて、ショーケースに挑戦した男性が完全に賞品総額を当てる「パーフェクト・ビッド」（日本でいうズバリ賞、ホールインワン賞、ピタリ賞）があった。カラオケの機械、ビリヤード台、トレーラーハウスの総額を$23,743と解答しての達成だった。なお、パーフェクト・ビッドとしての特典は無く、通常のダブル・ショーケース・ウィナーと同じ扱いであった。この男性は、海外旅行なども含めた総額$56,437の賞品を獲得した。
この快挙には、番組の熱心なファンであるテキサス出身の数学教師が関わっていた。彼は同じ賞品が何度も出題されることに気づき、賞品の値段を徹底的に調査しはじめた。彼自身も番組に出場し、ワン・ビットにて完全正解を出すも、ショーケース・ショーダウンで敗れた。当初は一度出場経験がある者は二度と出場できないことになっていたが、ルール改正で前回出場から10年経過後に再出場できるようになり、この教師も再度番組に出場した。パーフェクト・ビッド達成者の夫婦と教師はその収録日に出会い、達成者の妻と教師が観客席からヒントを出していた。
パーフェクト・ビッドによりカンニングを疑う論争も起こったが、以前から番組では観客がヒントを出すことを許容しており、番組側も賞品の出題パターンを変えるようになった。2017年にはこの出来事が『パーフェクト・ビッド：知りすぎた出場者』(Perfect Bid: The Contestant Who Knew Too Much：英語版記事)としてドキュメンタリー映画化された。2018年10月29日放送の日本テレビ系列『世界まる見え!テレビ特捜部』でも、このエピソードが取り上げられた。

### 番組ぐるみの司会交代
特別企画節で述べた通り、エイプリルフールでは特別な演出がされることがあるが、2014年4月1日の放送ではドリュー・キャリーの親友であるクレイグ・ファーガソンが本番組の司会を務めた。また、当時ファーガソンがホストを務めた『ザ・レイト・レイト・ショー・ウィズ・クレイグ・ファーガソン』には、同日の放送ではキャリーがホストとして出演し、番組ぐるみの司会交代が実現した。番組を補佐するアナウンサーも、両番組での入れ替えが行われた。

### 新型コロナウイルスの影響
新型コロナウイルス感染症の世界的な流行によりシーズン48は2020年3月をもって収録が中止され、未収録分は再放送の対応となった。シーズン49は通常よりも約2ヵ月遅く、2020年11月16日より放送開始。観客席の削除や、出演者・参加者のソーシャル・ディスタンスの配慮など、感染対策をとったうえでの収録がされた。
シーズン50は2021年9月13日より放送開始。引き続き新型コロナウイルスの感染対策をとりつつ、以前より大幅に縮小された規模ながら観客席が復活した。
2023年9月25日より放送開始のシーズン52からは、コロナ禍以前の観客席に戻った。